# 松場秋夫
松場 秋夫（まつば あきお、1914年（大正3年）10月25日 - ？）は、大日本帝国海軍の軍人、海軍航空隊戦闘機搭乗員。
操練26期。最終階級は中尉。総撃墜数18機（うち中国戦線2、太平洋戦線16）。

## 経歴
大正3年、三重県生まれ。1934年（昭和9年）9月、第26期操縦練習生となり翌1935年（昭和10年）3月修了。同期生に福井義男（11機撃墜）、佐藤仁志（8機撃墜）、大平寺飛行場に強行着陸した大石英男ら。
1936年（昭和11年）11月、空母「加賀」飛行機隊に配属され、日中戦争（支那事変）勃発とともに杭州湾に出動。1937年（昭和12年）8月16日、上海上空で第1分隊第2小隊（重見勝馬空曹）の2番機として攻撃隊直掩任務を行い、攻撃隊と分離後、ダグラス O-38とされる偵察爆撃機1機と遭遇、7.7ミリ機銃を発射するもなかなか当たらず、更に近づいて後部銃手を倒したと同時に弾切れとなり逃げられそうになるが、重見が追尾射撃を加えると地面に激突した。この協同撃墜が初陣となる。この時、弾を全弾撃ち尽くしたことを恥じて誰にも言えずにいたが、のちに同僚の兵器員に聞いたところ、上官もみな無駄弾が多く残弾が少ない事が分かり安心したという。この経験から、のち本土防空戦に従事する時は若い搭乗員に対し「20ミリの射弾はきわめて少なく、実的は余りにも大きいから、心せよ」と言っていたものの、遠くから発射していたようで命中率は悪かったと戦後回想している。
同年末霞ヶ浦海軍航空隊に戻り、その後空母「龍驤」、岩国空、元山空、大分空と転じる。
1943年（昭和18年）11月、追浜に新設された第三〇一海軍航空隊雷電隊に着任。翌年3月、飛行隊制度導入につき戦闘601飛行隊に転属。
1944年（昭和19年）6月、「あ号作戦」に参加する為に機種を零戦に切り替えて硫黄島に進出し、迎撃戦を展開する。7月3、4日の迎撃戦ではF6F 6機を撃墜。
同隊解隊後は第七六二海軍航空隊戦闘701飛行隊（飛行隊長：新郷英城少佐）に転じてＴ攻撃部隊として台湾沖航空戦に参加し、その後レイテ作戦に参加する。本土後退後、701飛行隊は第三四三海軍航空隊隷下となり、飛行隊長に鴛淵孝が就任、装備も紫電改になった。本土防空戦で2度の負傷をするが、終戦まで戦い続け、大村基地で終戦を迎えた。
戦後は雑誌への寄稿等に消極的で、『海軍戦闘機隊史』「余話」に収録されている松場の手記は本人に強引に寄稿を求めて得たと注釈されている。

## 寄稿
- “USタスクフォース最後の天敵"343空"要撃記”. 丸 (潮書房光人新社) 38(12)(473):  122-125. (1985) 2019年8月6日閲覧。.
- 零戦搭乗員会 編 編『海軍戦闘機隊史』原書房、1987年、484頁。